# غوستيليتسي (لينينغراد)
غوستيليتسي (بالروسية: Гостилицы) هي مدينة في مقاطعة لينينغراد أوبلاست في روسيا.
يبلغ عدد سكانها حوالي 3506 نسمة.